# 钱锦昌
钱锦昌（1937年4月—），山东济南人，中华人民共和国政治人物、外交官。

## 生平
1962年，毕业于北京大学并留校任教。1964年，进入中华人民共和国外交部工作。1994年1月，出任中华人民共和国驻马来西亚大使。1999年，由关登明接任。